# Jordan McCrary
Jordan McCrary (Alpharetta, 28 luglio 1993) è un ex calciatore statunitense, di ruolo difensore.

## Carriera

### Club
Il 14 gennaio 2016 viene selezionato ai SuperDraft dai New England Revolution, i quali lo girano in prestito alla propria squadra satellite, i Rochester Rhinos.

Il 9 aprile debutta da professionista in USL giocando contro i Richmond Kickers.
Dopo essere rimasto svincolato, firma per il Toronto FC II con i quali colleziona 26 presenze nel campionato USL 2017.
Il 13 febbraio 2018, firma per i Seattle Sounders.
Il 23 febbraio gioca la prima partita da titolare e la prima in Champions League, nell'andata degli ottavi di finale contro il Santa Tecla, match perso 2-1 ma poi il risultato è stato ribaltato con un sonoro 4-0 al ritorno, dove è nuovamente titolare.
Il 25 febbraio 2019 viene svincolato dai Sounders.

## Statistiche

### Presenze nei club
Statistiche aggiornate al 31 luglio 2020.
| Stagione                   | Squadra                    | Campionato                 | Campionato | Campionato | Coppe nazionali | Coppe nazionali | Coppe nazionali | Coppe continentali | Coppe continentali | Coppe continentali | Altre coppe | Altre coppe | Altre coppe | Totale | Totale | Totale |
| Stagione                   | Squadra                    | Comp                       | Pres       | Reti       | Comp            | Pres            | Reti            | Comp               | Pres               | Reti               | Comp        | Pres        | Reti        | Pres   | Reti   |        |
| -------------------------- | -------------------------- | -------------------------- | ---------- | ---------- | --------------- | --------------- | --------------- | ------------------ | ------------------ | ------------------ | ----------- | ----------- | ----------- | ------ | ------ | ------ |
| 2016                       | New England Revolution     | MLS                        | 0          | 0          | USOC            | 2               | 0               |                    | -                  | -                  |             | -           | -           | 2      | 0      |        |
| 2016                       | Rochester Rhinos           | USL                        | 1          | 0          |                 | -               | -               |                    | -                  | -                  |             | -           | -           | 1      | 0      |        |
| 2017                       | Toronto FC II              | USL                        | 26         | 0          |                 | -               | -               |                    | -                  | -                  |             | -           | -           | 26     | 0      |        |
| 2018                       | Seattle Sounders           | MLS                        | 15+1       | -          | USOC            | -               | -               | CCL                | 4                  | 0                  |             | -           | -           | 20     | 0      |        |
| 2018                       | Sounders FC 2              | USL                        | 4          | 0          |                 | -               | -               |                    | -                  | -                  |             | -           | -           | 4      | 0      |        |
| 2019                       | Sacramento Republic        | USLC                       | 26+3       | 0          | USOC            | 2               | 0               |                    | -                  | -                  |             | -           | -           | 31     | 0      |        |
| 2020                       | Sacramento Republic        | USLC                       | 15         | 0          |                 | -               | -               |                    | -                  | -                  |             | -           | -           | 15     | 0      |        |
| 2021                       | Sacramento Republic        | USLC                       | 11         | 1          |                 | -               | -               |                    | -                  | -                  |             | -           | -           | 11     | 1      |        |
| Totale Sacramento Republic | Totale Sacramento Republic | Totale Sacramento Republic | 56         | 1          |                 | -               | -               | -                  | -                  | -                  |             | -           | -           | 56     | 1      |        |
| Totale carriera            | Totale carriera            | Totale carriera            | 101        | 1          |                 | 4               | 0               | -                  | 4                  | 0                  |             | -           | -           | 109    | 1      |        |